# 茄苳腳站
茄苳腳站是位於臺灣臺中市西區的臺灣大道幹線公車站。2014年8月17日啟用時，為台中BRT藍線車站，2015年7月8日轉型為臺灣大道幹線公車站。

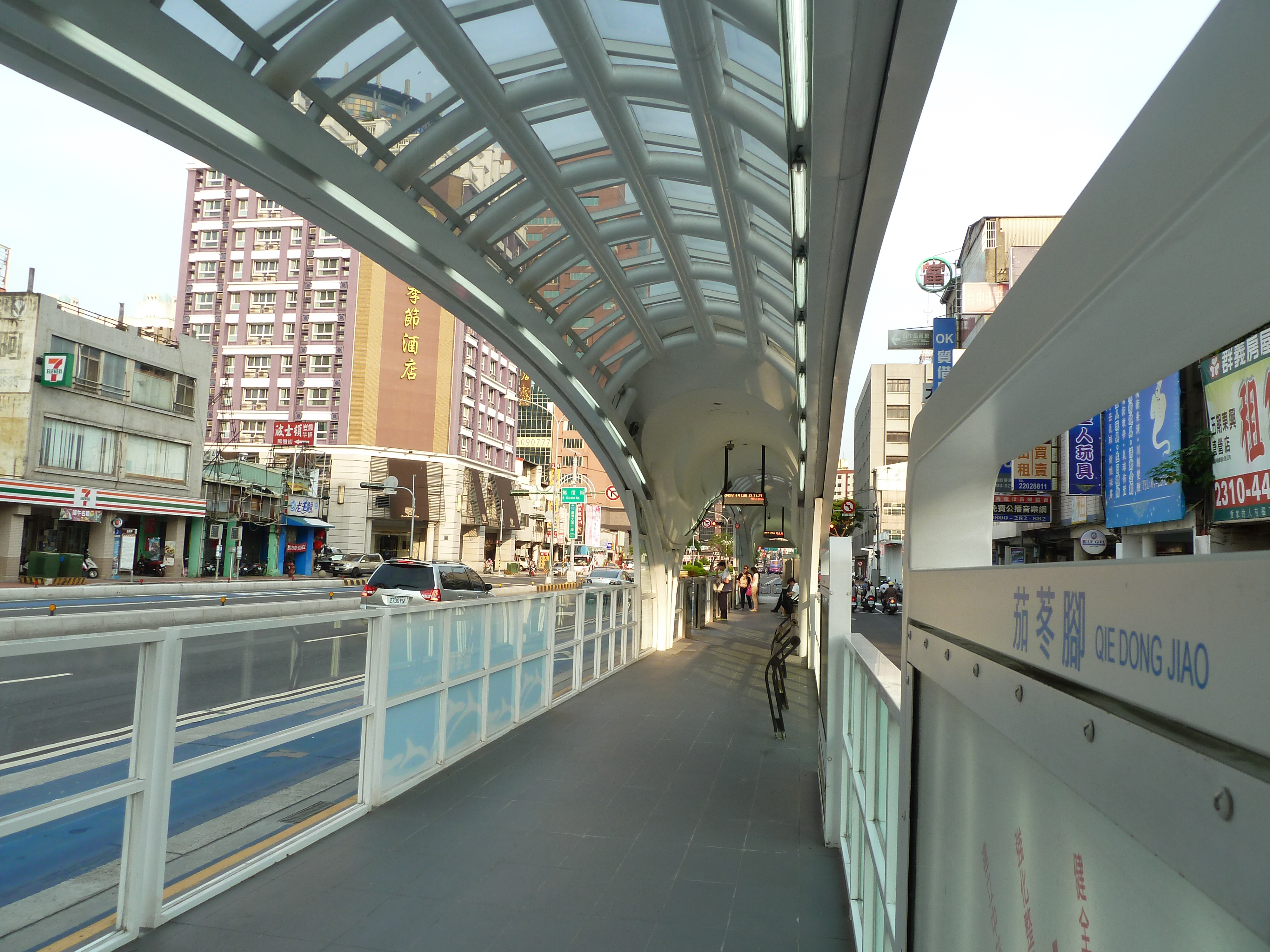
第二月台欄杆尚未拆除之意象

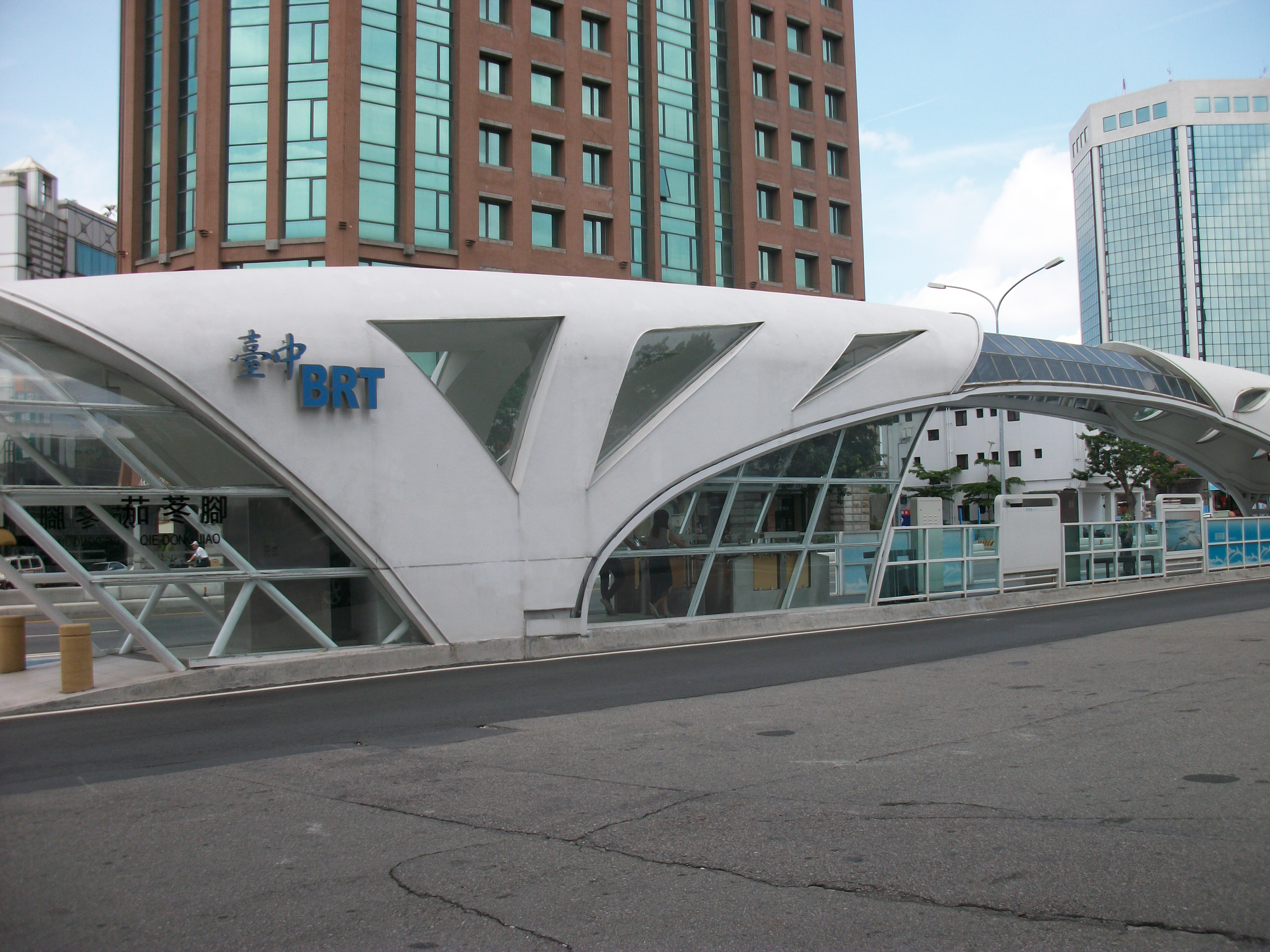
西行方向往靜宜大學

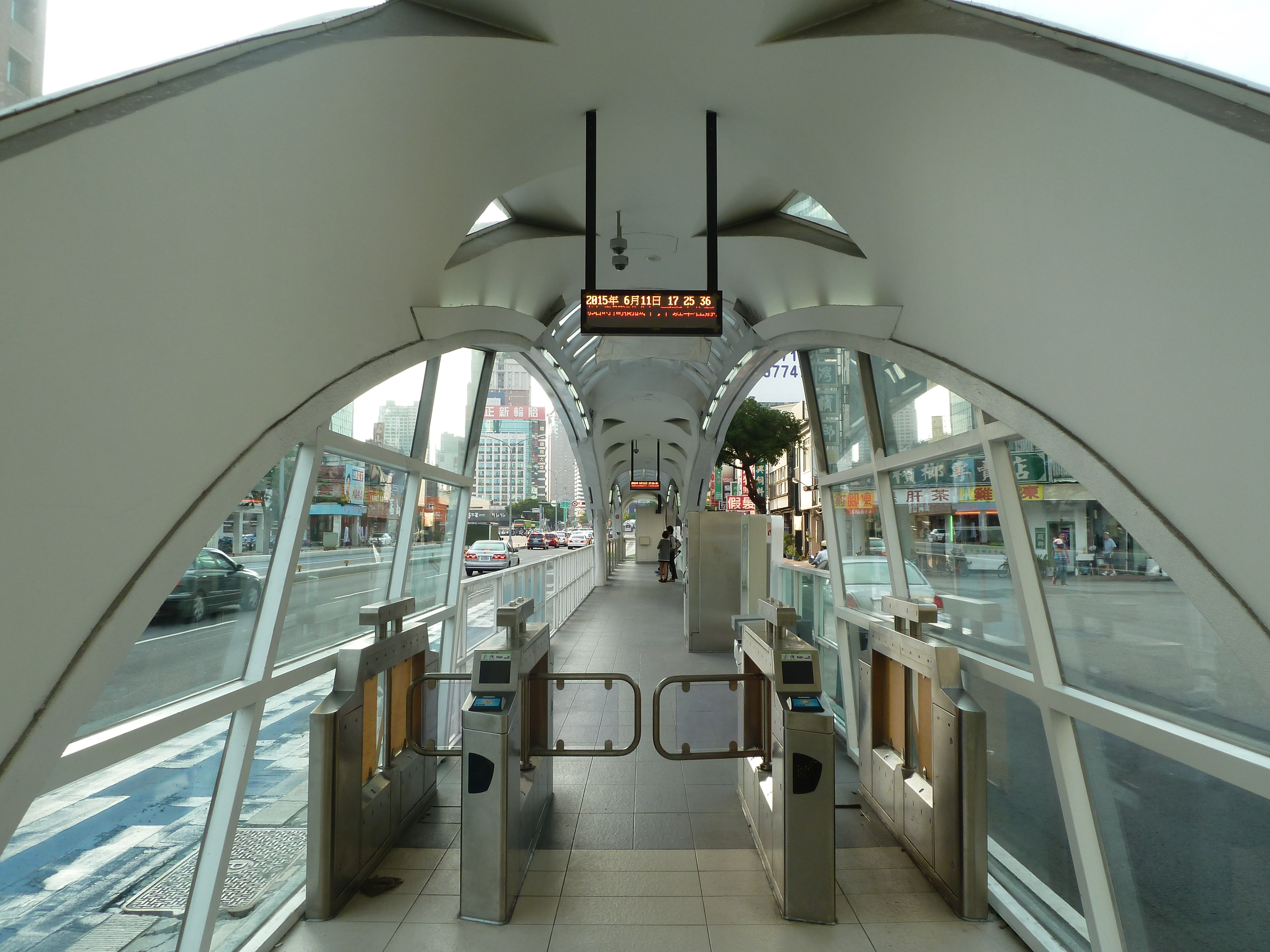
西行方向之車站內部情景

## 車站歷史
- 2014年8月17日：啟用。
- 2015年7月8日：臺中市快捷巴士系統廢除後，原藍線車站改為臺中市公車臺灣大道幹線的公車站，有臺中市公車300路、301路、302路、303路、304路、305路、306路、307路、308路停靠本站。[1]
- 2017年7月7日：增停309路公車。[2] [3]

## 車站概要
車站位於臺灣大道二段民權路口至篤信街口間的地面，於2014年8月17日正式啟用，2015年7月8日起轉換成公車專用道候車站。車站分為兩座地面車站，與優化公車專用道同建於臺灣大道二段兩側的快、慢車道之間，設置單向出口，東行月台位於篤信街口西側，西行月台位於梅川東路口。。
於BRT營運時期，英文標註為"Qie" Dong Jiao（注音：ㄑㄧㄝˊ ㄉㄨㄥ ㄐㄧㄠˇ），但語音播報中文為"Jia" Dong Jiao（注音：ㄐㄧㄚ ㄉㄨㄥ ㄐㄧㄠˇ）。

## 車站結構
車道配置
| ← 慢車道         |                                   |
| 側式月台（西行） |                                   |
| 公車專用車道     | ← 往靜宜大學方向（中正國小站）    |
| ← 快車道         | 臺灣大道二段                      |
| → 快車道         | 臺灣大道二段                      |
| 公車專用車道     | →往臺中火車站方向（彰化銀行站） → |
| 側式月台（東行） |                                   |
| → 慢車道         |                                   |

車站出入口
茄苳腳站為兩座地面車站，皆設置單向出口。東行站（往臺中火車站方向）出口設置於臺灣大道篤信街口，西行站（往靜宜大學方向）出口設置於臺灣大道梅川東路二段口。

## 車站週邊
- 千年茄苳（均安宮、茄苳王公廟）
- 梅川園道
- I Bike 茄苳腳（位於梅川東路／臺灣大道口）

## 公車轉乘資訊
- 公車資訊更新時間為2018年1月30日。
- 茄苳腳：45、45延、48、81、107、326
- 五權臺灣大道口：5、30、32、40、45、45延、56、101、850
- 中央市場：5、32、56、81、101

## 腳註
1. ↑  公共運輸處於6月18日公佈優化公車專用道9條公車路線圖 （页面存档备份，存于），臺中市交通局，2015-06-22
2. ↑  .   [2017-07-09]. （原始内容存档于2017-07-07）.
3. ↑  .   [2017-07-09]. （原始内容存档于2017-07-20）.
4. ↑  . BRT轉乘資訊. 2013年12月6日  [2014-10-14]. （原始内容存档于2014年10月19日） （中文（臺灣））.